# 15939 Fessenden
15939 Fessenden è un asteroide della fascia principale. Scoperto nel 1997, presenta un'orbita caratterizzata da un semiasse maggiore pari a 3,1735142 UA e da un'eccentricità di 0,1246088, inclinata di 13,14466° rispetto all'eclittica.